# Lestkov
Lestkov är en ort i Tjeckien.   Den ligger i regionen Plzeň, i den västra delen av landet, 110 km väster om huvudstaden Prag. Lestkov ligger 607 meter över havet och antalet invånare är 353.
Terrängen runt Lestkov är lite kuperad. Runt Lestkov är det glesbefolkat, med 15 invånare per kvadratkilometer. Närmaste större samhälle är Mariánské Lázně, 15,1 km nordväst om Lestkov. I omgivningarna runt Lestkov växer i huvudsak blandskog.